# C1QL4
C1QL4 (англ. Complement C1q like 4) – білок, який кодується однойменним геном, розташованим у людей на 12-й хромосомі. Довжина поліпептидного ланцюга білка становить 238 амінокислот, а молекулярна маса — 24 909.
| 10         |  | 20         |  | 30         |  | 40         |  | 50         |
| ---------- |  | ---------- |  | ---------- |  | ---------- |  | ---------- |
| MVLLLLVAIP |  | LLVHSSRGPA |  | HYEMLGRCRM |  | VCDPHGPRGP |  | GPDGAPASVP |
| PFPPGAKGEV |  | GRRGKAGLRG |  | PPGPPGPRGP |  | PGEPGRPGPP |  | GPPGPGPGGV |
| APAAGYVPRI |  | AFYAGLRRPH |  | EGYEVLRFDD |  | VVTNVGNAYE |  | AASGKFTCPM |
| PGVYFFAYHV |  | LMRGGDGTSM |  | WADLMKNGQV |  | RASAIAQDAD |  | QNYDYASNSV |
| ILHLDVGDEV |  | FIKLDGGKVH |  | GGNTNKYSTF |  | SGFIIYPD   |  |            |

A: Аланін

C: Цистеїн

D: Аспарагінова кислота

E: Глутамінова кислота

F: Фенілаланін

G: Гліцин

H: Гістидин

I: Ізолейцин

K: Лізин

L: Лейцин

M: Метіонін

N: Аспарагін

P: Пролін

Q: Глутамін

R: Аргінін

S: Серин

T: Треонін

V: Валін

W: Триптофан

Секретований назовні.